# Sunadabashi (métro de Nagoya)
Sunadabashi (砂田橋駅, Sunadabashi-eki) est une station du métro de Nagoya sur la ligne Meijō dans l'arrondissement de Higashi à Nagoya.

## Situation sur le réseau
La station Sunadabashi est située au point kilométrique (PK) 10,6 de la ligne Meijō.

## Histoire
La station a été inaugurée le 19 janvier 2000.

## Services aux voyageurs

### Accès et accueil
La station est ouverte tous les jours.

### Desserte

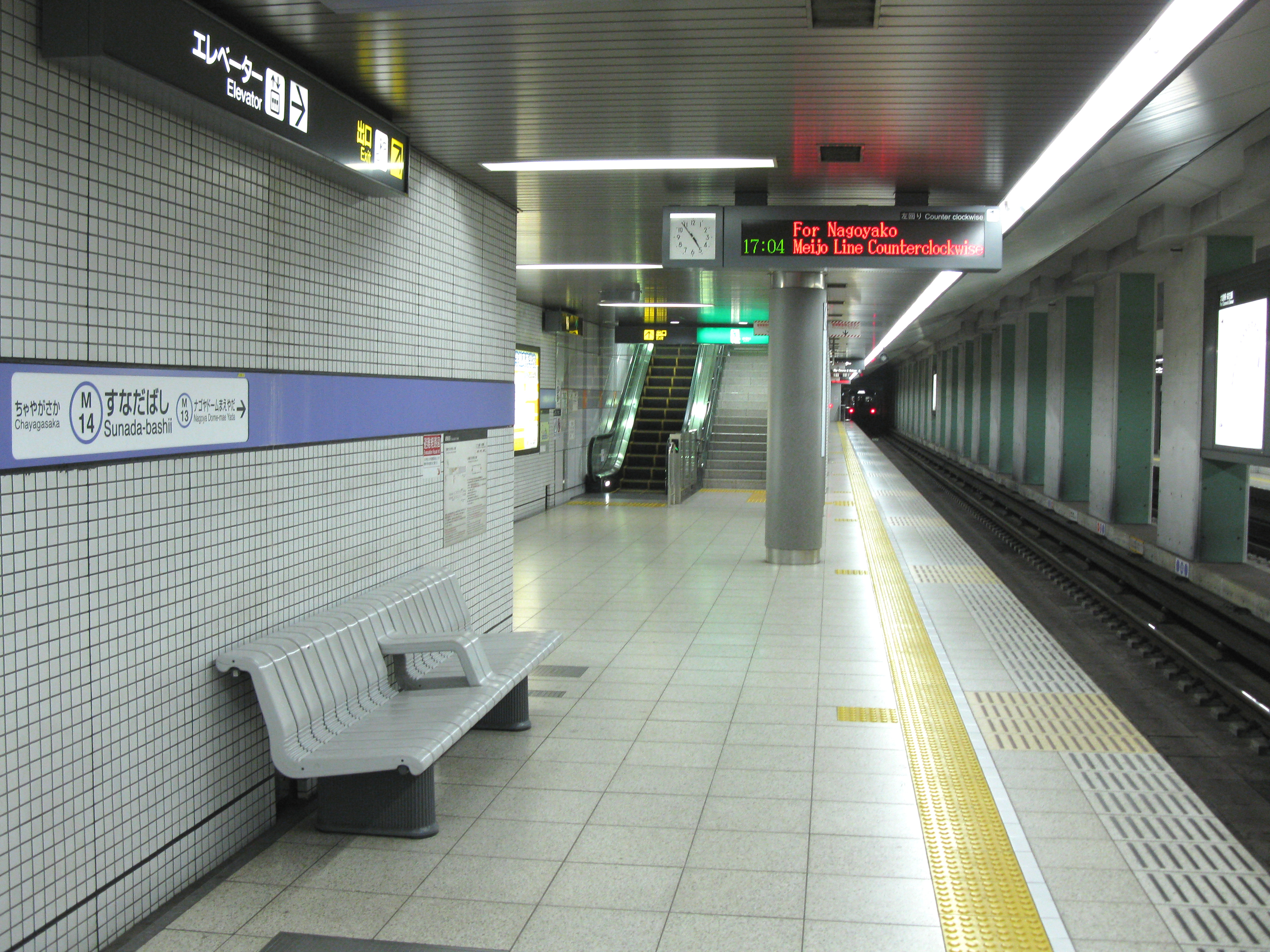
Vue d'un quai de la ligne Meijō.

- Ligne Meijō :
  - voie 1 : direction Sakae
  - voie 2 : direction Yagoto

### Intermodalité
La ligne de bus guidés Yutorīto dessert la station.